# Seidenbaum
Der Seidenbaum (Albizia julibrissin) (auch Seidenakazie oder Schlafbaum, weil er nachts oder bei Trockenheit seine Blätter zusammenklappt, also „schläft“) ist eine Pflanzenart aus der Gattung Albizia, die zur Unterfamilie der Mimosengewächse (Mimosoideae) innerhalb der Familie der Hülsenfrüchtler (Fabaceae) gehört. 

## Namensgebung
Seinen Namen erhielt der Seidenbaum wegen seiner vielen seidigen, cremeweißen, hell- bis dunkelrosa Staubblätter; sie sind bei diesen Blüten am auffälligsten. Darauf verweist auch das Artepitheton julibrissin, eine Wiedergabe des persischen gole abrisham (گل ابریشم), ins Deutsche übersetzt etwa „Seidenflocke“ oder „Seidenblüte“. Der Gattungsname Albizia bezieht sich auf Filippo degli Albizzi, einen Adligen aus Florenz, der 1749 als erster die Pflanze über Konstantinopel mit nach Europa brachte, weshalb sie auf Französisch auch unter den Namen Acacia de Constantinople oder Mimosa de Constantinople bekannt ist.
Im Persischen und im Japanischen trägt die Pflanze auch Namen, die auf die Eigenschaft hinweisen, dass die Blätter sich nachts schließen und bei Tagesanbruch sich wieder öffnen, im Persischen Schabkhosb (شب‌خسب, „Nachtschläfer“) und Japanisch Nemunoki („Schlafender Baum“).

## Beschreibung
Albizia julibrissin wächst als laubabwerfender Strauch oder Baum. Unter idealen Umständen erreicht der Baum eine Wuchshöhe von 6 bis 8 Metern. Die Borke ist dunkelgrau. Die Rinde an jungen Zweigen besitzt gelblich-braune Haare. Der Seidenbaum ist kurzlebig und wird selten älter als dreißig Jahre. Die Baumkrone ist breit ausladend und flach gewölbt. 

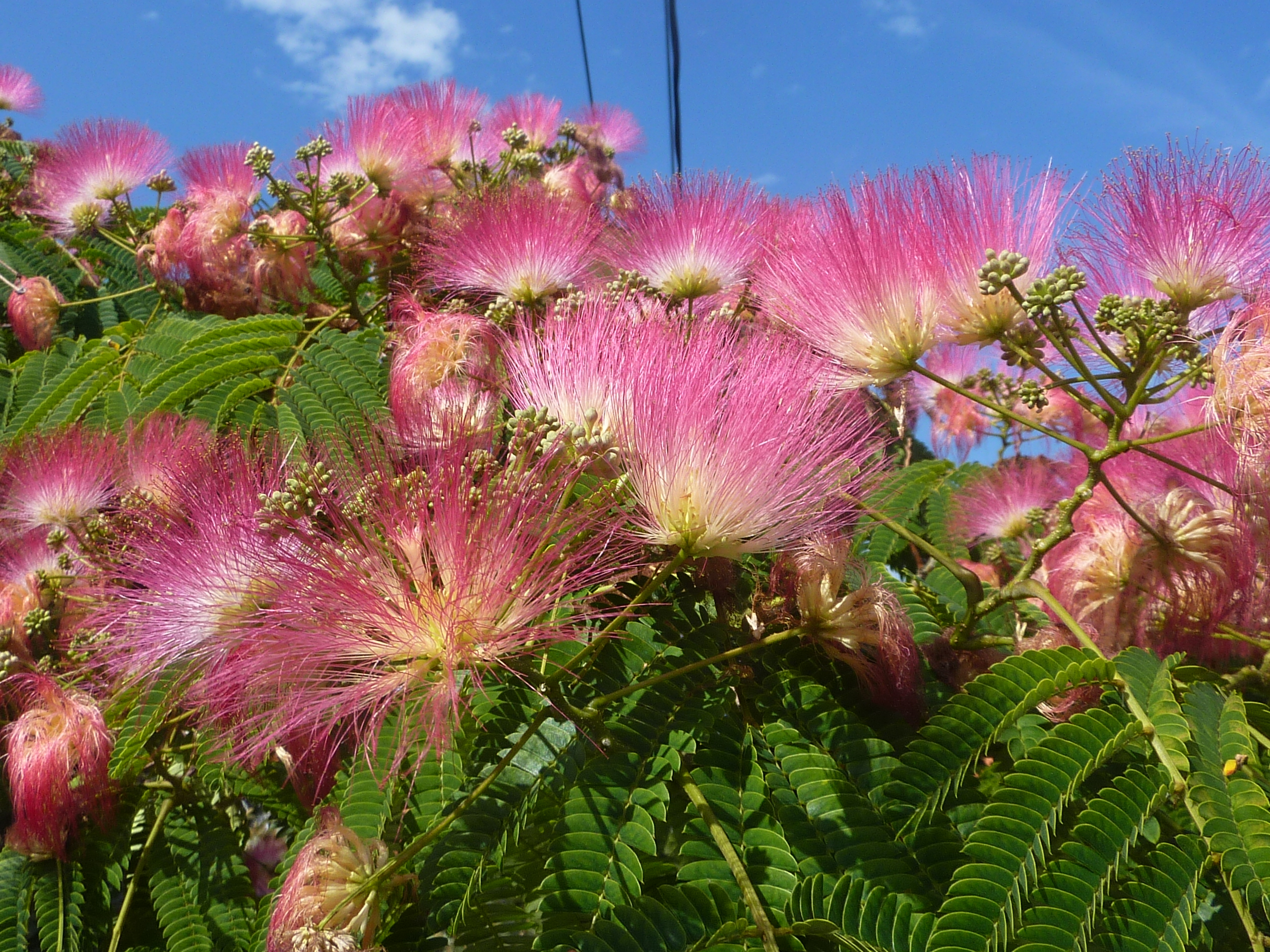
Seidenbaum (Albizia julibrissin)

Die wechselständigen und gestielten Laubblätter sind 20 bis 30 cm lang und zweifach gefiedert mit 4 bis 15 Paaren mehr oder weniger ungestielter Fiedern erster Ordnung. Die Fiedern erster Ordnung besitzen jeweils 10 bis 30 Paar Fiederblättchen zweiter Ordnung, die eine Länge von 7 bis 15 cm aufweisen. Die Unterseite der sichelförmigen und 5 bis 18 mm langen und etwa 3 bis 7 mm breiten Fiederblättchen ist entlang der Mittelrippe behaart. Die Nebenblätter sind 7 bis 8 mm lang.
Die einzeln oder zu zweit bis dritt angeordneten, auf einem 3,5 bis 7 cm langen Blütenstandsschaft stehenden kugeligen, köpfchenförmigen Blütenstände weisen einen Durchmesser von 2,5 bis 3 cm auf. Das Hochblatt ist etwa 3 bis 6 mm lang. Der Blütenstiel ist etwa 1 bis 2 mm lang. Die Blüten sind zwittrig. Die Kelchblätter sind zu einer etwa 3 bis 4 mm langen Röhre verwachsen mit nur kurzen Kelchzähnen. Sie besitzen nur zurückgebildete, verwachsene Kronblätter, die nur 7 bis 8 mm lang und außen behaart sind. Die 2,5 bis 3,2 cm langen Staubblätter sind zu einer Röhre verwachsen; sie ist etwa so lang wie die Kronröhre. 
Die bis zur Reife behaarte und zuletzt hellbraune oder gelbliche Hülsenfrucht ist 7,5 bis 12,5 cm lang und etwa 1,5 bis 2,5 cm breit. Sie enthält acht bis zwölf Samen.
Die Chromosomenzahl beträgt 2n = 26.

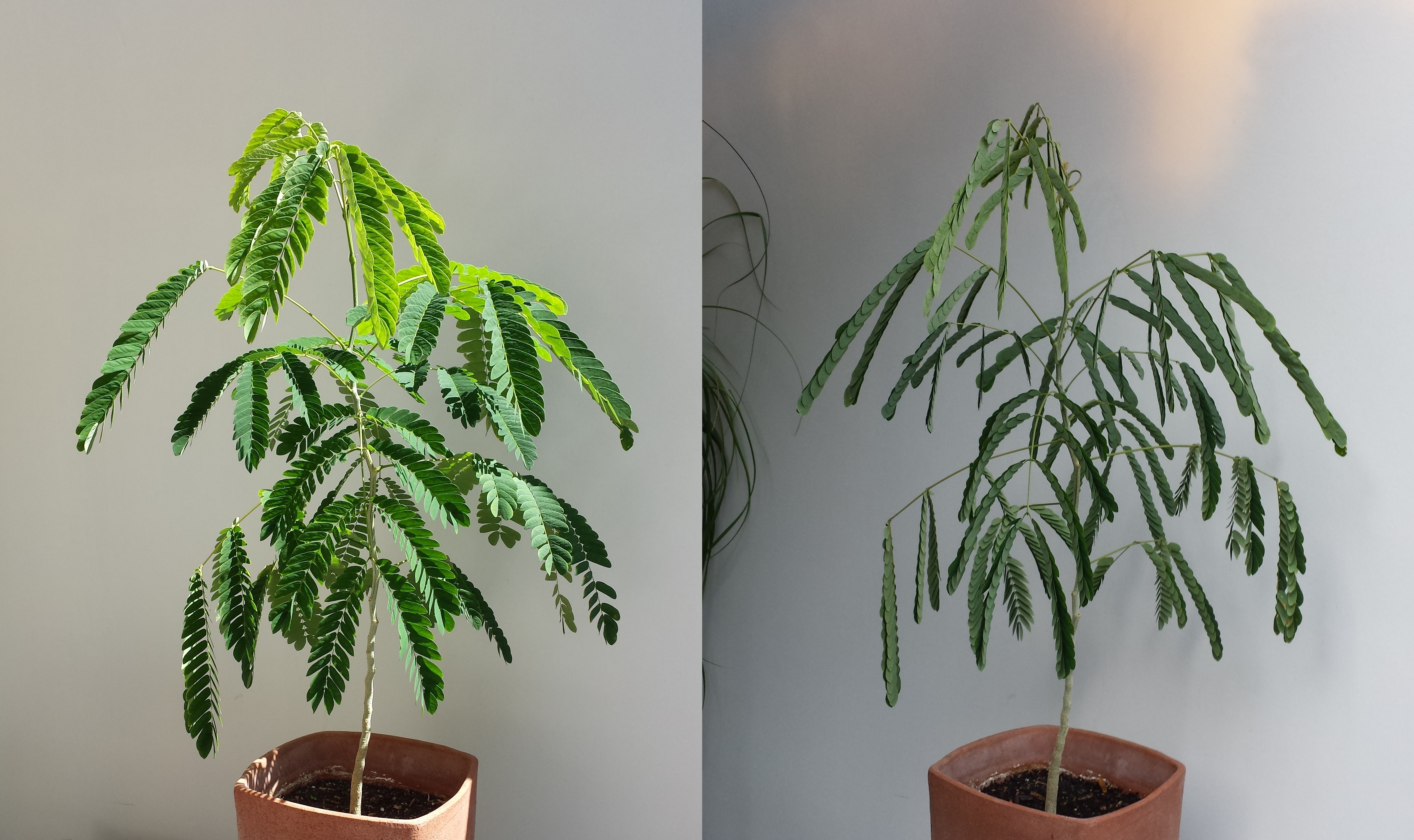
„Schlafbaum“ bei Tag und bei Nacht

## Verbreitung und Nutzung
In der Gattung der Albizia ist Albizia julibrissin die Art, die am weitesten in den gemäßigten Klimazonen verbreitet ist. Diese Baumart ist winterhart bis etwa −15 °C. Der Seidenbaum ist vom Iran bis ins östliche China verbreitet.
In Nordamerika und Europa wird der Seidenbaum als Zierpflanze in Parks und Gärten verwendet. In einigen US-Bundesstaaten ist diese Art als Gartenflüchtling verwildert und zählt zu den invasiven Neophyten.